# Друге дитинство (Сімак)
«Друге дитинство» (англ. Second Childhood) — науково-фантастичне оповідання Кліффорда Сімака, вперше опубліковане журналом «Galaxy Science Fiction» в лютому 1951 року.

## Сюжет
Ендрю Янг народився 21 вересня 1968 і прожив 5786 років, єдиний з живих, хто народився до винайдення безсмертя, звернувся до комісії по забезпеченню безсмертя, щоб допомогли йому померти.
На той час люди могли померти тільки від нещасного випадку, оскільки скоєння самогубства зробили психологічно неможливим.
Всі старі знайомі Янга загинули у нещасних випадках і він втратив потяг до життя.
З його слів: «Втрата ілюзій і цинізм позбавили його совісті».
Його дорослі спогади все більше спрощувались і ним заволоділи спогади дитинства.
Ендрю Янг попросив розглянути його запит і віднайти загальне рішення для такої проблеми.
Оскільки комісія не хотіла створювати прецедент з допомогою померти, Янг почав експеримент з облаштуванням свого середовища, подібно до того, що він мав у дитинстві.
Він оточив себе іграшками та меблями у свій зріст та величезним будинком, що допомогли б відчути себе дитиною.
Коли він, занурюючись у дитячі відчуття, почав забувати навички дорослої людини, членам комісії довелось змайструвати 4-метрового андроїда-жінку, яка б взяла на себе обов'язки його матері.
Втрата дорослих спогадів і повернення до дитячого сприйняття, мали позбавити його від важкості прожитих років.
Дивлячись на безпомічного Янга під піклуванням робота-матері, член комісії побачив шлях для мільярдів людей, і його особисто майбутнє перестало лякати.